# Lidé na Mezinárodní vesmírné stanici

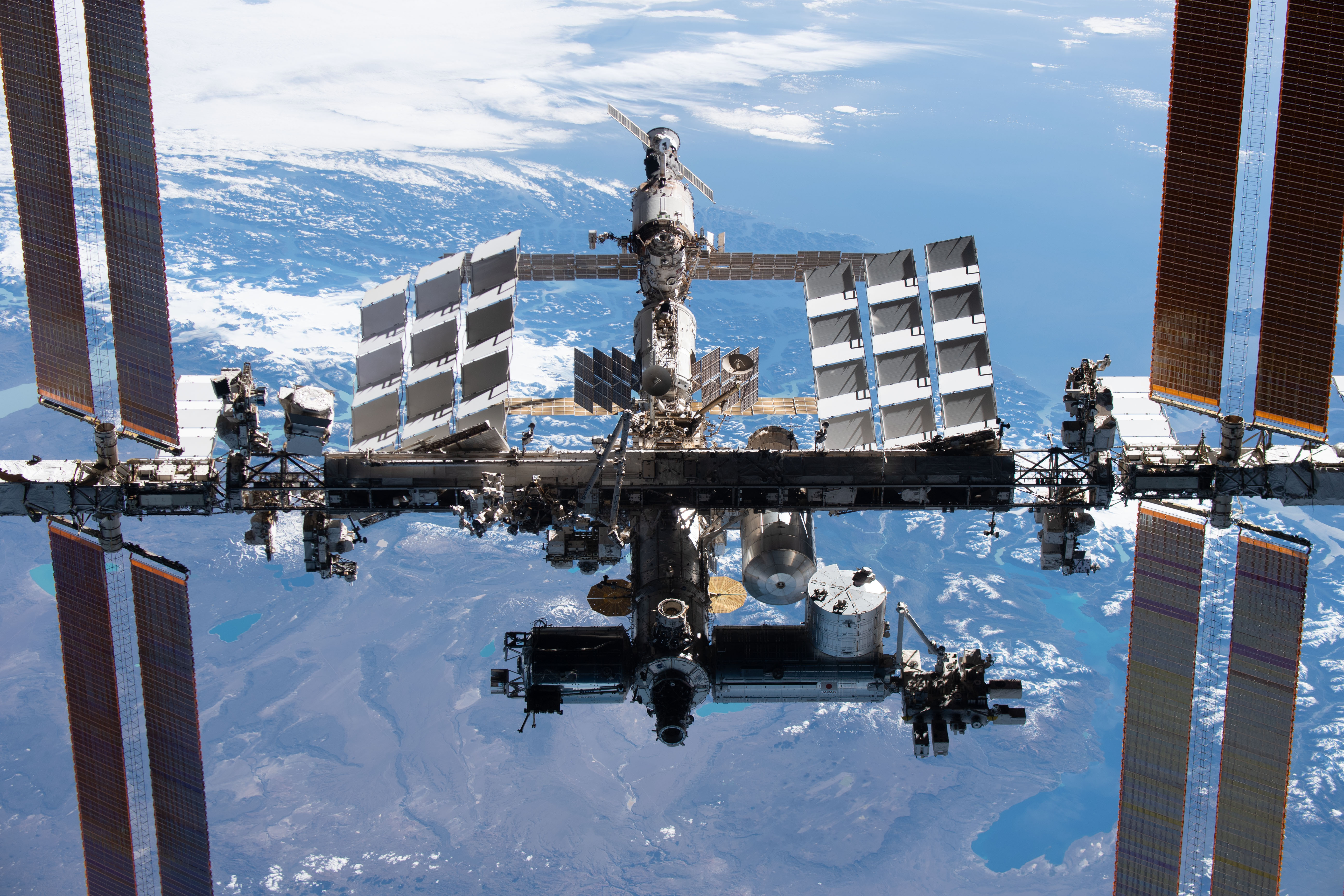
ISS v květnu 2010

Lidé na Mezinárodní vesmírné stanici (ISS) pobývají trvale od 2. listopadu 2000, stanice však byla navštěvována už dříve během výstavby. První kosmonauté vpluli na ISS 10. prosince 1998, byli to velitel mise STS-88 raketoplánu Endeavour Američan Bob Cabana a Rus Sergej Krikaljov. Zárodek ISS připojený k raketoplánu tehdy tvořily pouze moduly Zarja a Unity.
Stanice je obydlena posádkami Mezinárodní vesmírné stanice, několikačlennými týmy kosmonautů žijícími v ní. Trvalé osídlení ISS zajišťují základní posádky, střídají se obvykle po šesti měsících. Kromě základních posádek na stanici přilétají na krátkodobé pobyty astronauté v amerických raketoplánech Space Shuttle a návštěvnické posádky v ruských lodích Sojuz, všechny pilotované lety ke stanici jsou uvedeny v Seznamu pilotovaných letů k ISS. Nepilotované lety jsou uvedeny v Seznamu nepilotovaných letů k ISS.

## Základní posádky ISS

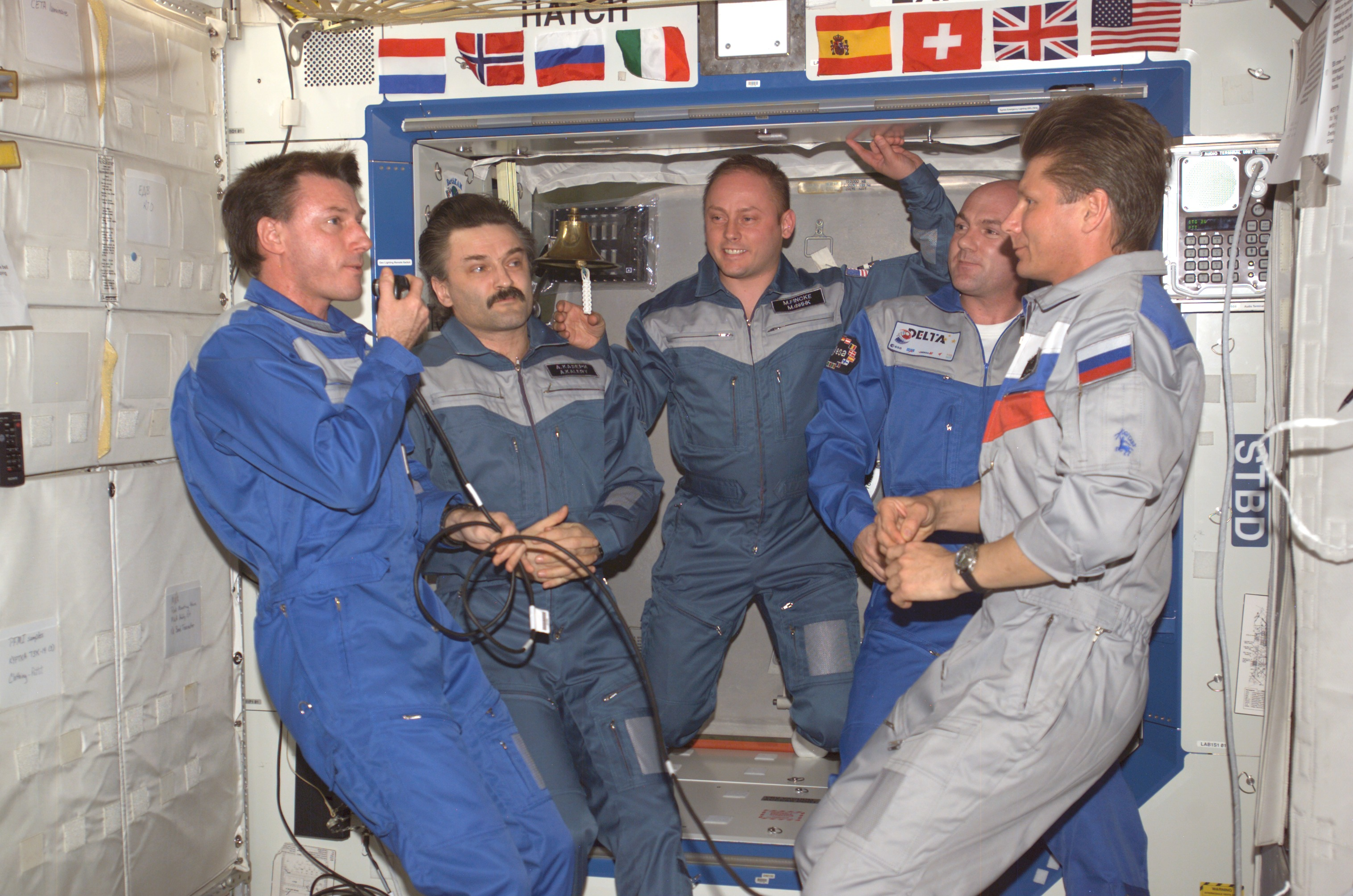
Gennadij Padalka, velitel Expedice 9, 26. dubna 2004 formálně přebírá stanici od Michaela Foaleho, velitele Expedice 8. Zleva: Foale, Alexandr Kaleri, Michael Fincke, André Kuipers, Padalka.

Základní posádky ISS se skládají z velitele a jednoho či více palubních inženýrů (pouze Jurij Gidzenko v Expedici 1 a Vladimir Děžurov v Expedici 3 byli piloti). Jednotlivé expedice jsou pojmenovány pouze číselným označením pořadí; posádka první expedice známá jako Expedice 1 se vydala do vesmíru 31. října 2000.

### Početnost posádek a rozdělení míst v nich

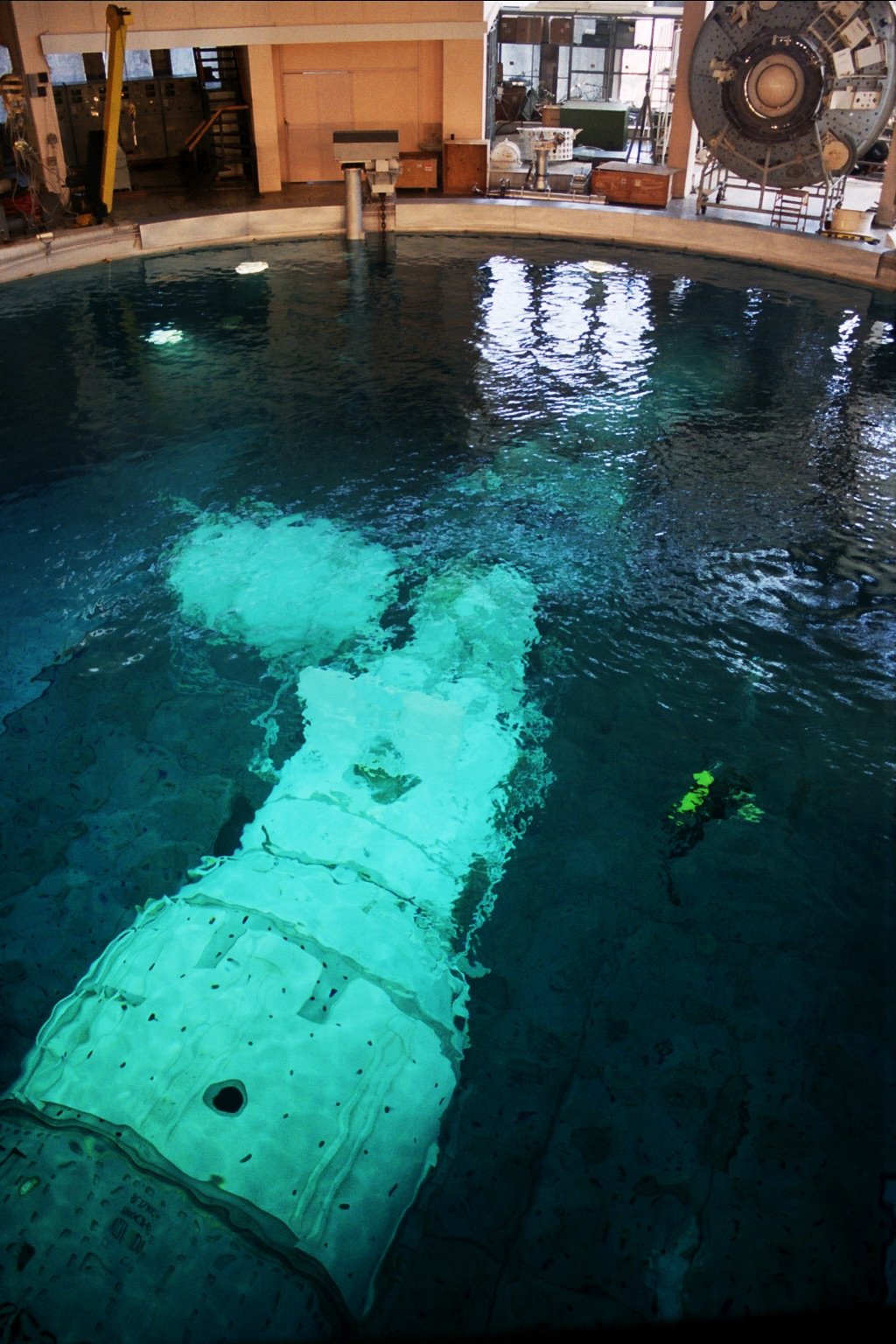
Potápěč s maketou modulu Zvezda v bazénu, duben 2002

Místa v posádkách si NASA a Roskosmos dělí paritně (výjimkou je období od dubna 2009 do března 2010 s pouze dvojicí ruských kosmonautů ze šesti, resp. pětičlenné posádky), přičemž podle dvoustranných dohod NASA s JAXA, ESA a CSA mají Japonci, Evropané a Kanaďané nárok na 12,8 %, 8,3 % a 2,3 % z americké poloviny astronautů. První neamerický astronaut zařazený do posádky ISS podle těchto dohod byl Léopold Eyharts v únoru – březnu 2008. Roskosmos přepustil ruské místo jiné agentuře pouze v případě německého astronauta ESA Thomase Reitera zařazeného do Expedice 13. Na ruské straně je sestavování posádek komplikováno existencí více oddílů kosmonautů. Místa se proto ještě dělí mezi kosmonauty oddílu CPK a oddílu společnosti Eněrgija.  
V prvním období osídlení (Expedice 1 až 6) byly tříčlenné posádky sestavovány pouze z Rusů a Američanů. Zpočátku byl velitel z jedné země a oba palubní inženýři z druhé. Počínaje pátou expedicí bylo toto pravidlo opuštěno. Posádky byly střídány raketoplány Space Shuttle po čtyřech až šesti měsících.
V druhém období osídlení (Expedice 7 až 13) byla, po přerušení letů raketoplánů, početnost posádek omezena na dva kosmonauty, vždy Rusa a Američana. Dopravu zajišťovaly lodě Sojuz, výměna probíhala v pravidelných šestiměsíčních intervalech. 
Počínaje Expedicí 13 byl počet členů posádek zvýšen na tři. Dva kosmonauti byli nadále střídáni Sojuzy, vždy po šesti měsících. Třetí člen posádky (z americké kvóty) byl dopravován Shuttly, jeho délka pobytu závisela na frekvenci letů raketoplánů a vzhledem k častým odkladům a přesunům kolísala od šesti týdnů po šest měsíců.
Počínaje Expedicí 20 jsou posádky ISS šestičlenné (pouze Expedice 22 bude pětičlenná), kosmonauti jsou střídáni v šestiměsíčních intervalech po trojicích loděmi Sojuz.

### Výběr a příprava kosmonautů

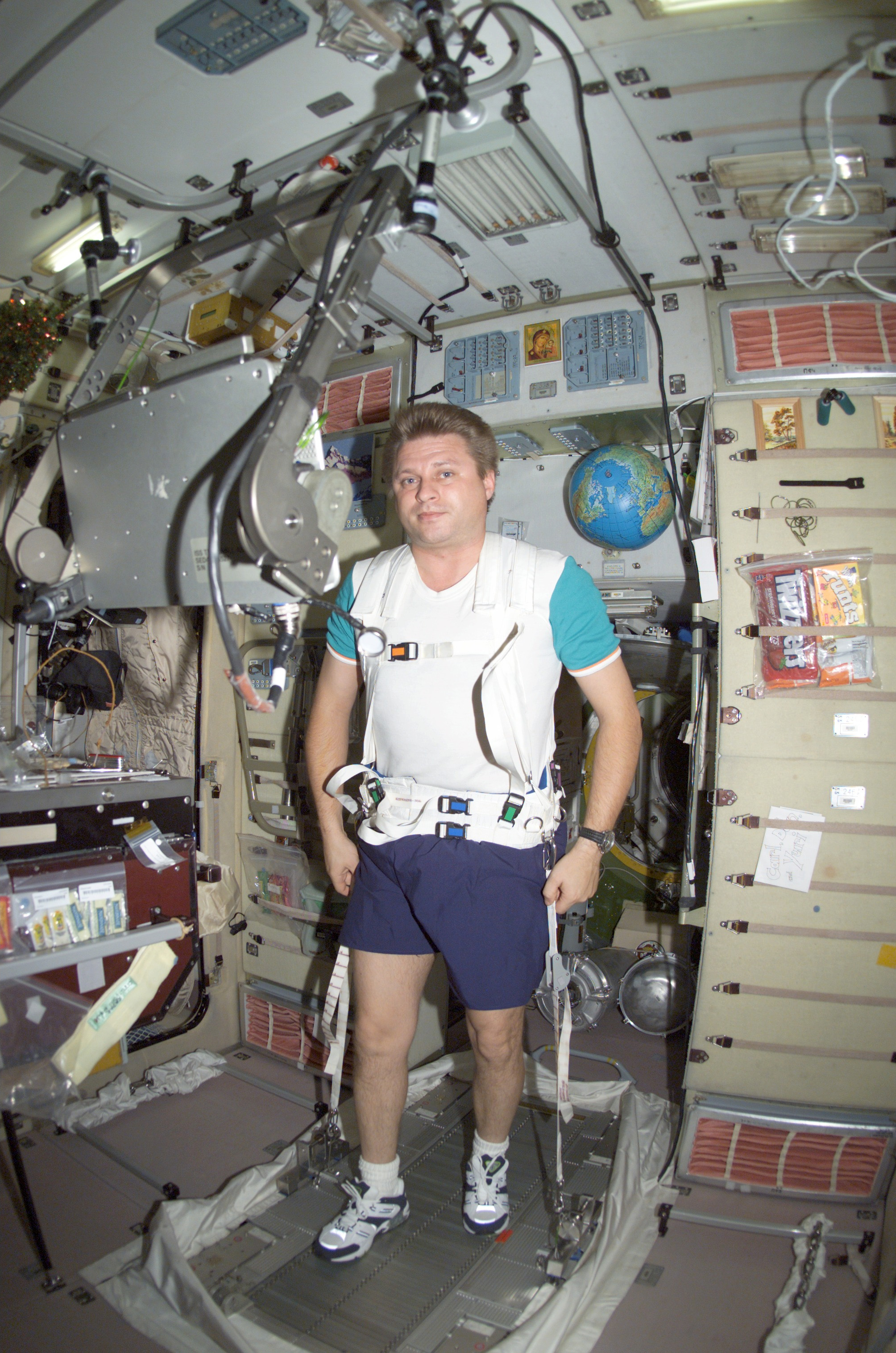
Jurij Onufrijenko na běžeckém pásu, leden 2002.

Sestavování posádek probíhá na pravidelných zasedáních Mnohostranné rady pro posádky ISS  (International Space Station Multi-Lateral Crew Operations Panel - MCOP).
Obvykle jsou po dohodě zúčastněných stran jmenovány posádky pro několik (5–7) expedic najednou, přičemž nejbližší let je plánován za 10–12 měsíců. Zpočátku byla záložní posádka současně hlavní pro přespříští let (tj. pro expedici s číslem o dvě vyšším), v březnu 2001 bylo rozhodnuto od páté posádky zavést pravidlo, že záložní posádka bude hlavní pro expedici s číslem o čtyři vyšším. Po havárii raketoplánu Columbia se záložní posádky stávaly hlavními pro bezprostředně následující expedici (léta 2003–2004), poté se nominace vrátily k prvotnímu systému. V červenci 2005 byla jmenována užší skupina ruských, amerických a evropských kosmonautů, z níž měly být jmenovány posádky Expedic 15 až 17. Důvodem bylo snadnější sestavení posádek, v menší skupině se kosmonauti lépe poznali a bylo je možné zaměňovat. V květnu 2006 byla tato skupina rozřazena do posádek a současně jmenovány i posádky Expedice 18 a 19. Poslední oficiální série jmenování, na období do listopadu 2010 (po Expedici 26), byla Roskosmosem oznámena 21. září 2008 a NASA potvrzena 21. listopadu 2008. Aktualizovaný rozpis prodloužený do prosince 2011 zveřejnila NASA 7. října 2009.
Vzhledem k nutnosti sladit činnost několika organizací různých zemí a nepředvídatelným vlivům (nejnepříjemnější byla havárie raketoplánu Columbia) jsou odchylky od výše naznačených schémat a dodatečné změny v nominacích poměrně časté.
Na nominaci do posádky kosmonauti čekají několik roků. Příprava kosmonautů na konkrétní let nebývá kratší než tři čtvrtě roku, střídavě ve Středisku přípravy kosmonautů v Koroljovu a Johnsonovu vesmírném středisku v Houstonu. Trenažér evropského modulu je umístěn v kolínském středisku ESA. Při letech na ISS je v přípravě velký důraz kladen na vzájemnou spolupráci a přátelské vztahy členů posádek.

### Lety a pobyt na stanici
Na stanici kosmonauti létají raketoplány nebo loděmi Sojuz. Sojuzy startují z kosmodromu Bajkonur, ke stanici se připojují po letu trvajícím 49-50 hodin (dvoudenní let ke stanici byl zaveden kvůli úspoře pohonných hmot už roku 1986 při letech na Mir). Zpáteční let na Zem trvá typicky něco přes tři hodiny.
Let raketoplánů ke stanici nebo zpět trvá dva až čtyři dny v závislosti na programu a prováděných experimentech, zpáteční let se může prodloužit i čekáním na příznivé počasí v místě přistání.
Denní program kosmonautů na ISS se skládá se tří základních částí; běžné údržby stanice, vědeckého výzkumu a nezbytného cvičení. Zejména dvoučlenné expedice věnovaly většinu času obsluze stanice, ta např. roku 2006 zabírala kosmonautům 62 % pracovního dne (dalších 15 % spotřebovalo cvičení a zbylých 23 % připadlo na vědu). Teprve po rozšíření posádek na šest členů vzrostl podíl vědecké činnosti v programu kosmonautů. Předpokladem pro rozšíření vědeckých aktivit byla i kompletace solárních panelů umístěných na hlavním nosníku při misi STS-119 v březnu 2009, kdy ke stávajícímu využitelnému elektrickému výkonu panelů 60–90 kW (z toho zhruba 15 kW pro experimenty) přibylo nových 20–30 kW, takže bylo možno vydělit pro vědu 30 kW, dvakrát více.

### Statistiky
Od listopadu 2011 do března 2012 na ISS pobývá Expedice 30. Prvními devětadvaceti expedicemi prošlo 30 ruských a 35 amerických kosmonautů, dále čtyři Evropané oddílu ESA (Němec, Francouz, Belgičan a Ital), dva astronauti japonského oddílu JAXA a jeden z kanadského oddílu CSA.  
Deset kosmonautů (Sergej Krikaljov, Michail Ťurin, Peggy Whitsonová, Jurij Malenčenko, Michael Fincke, Gennadij Padalka, Jeffrey Williams, Oleg Kotov, Fjodor Jurčichin a Alexandr Kaleri) absolvovalo dva dlouhodobé pobyty na stanici. Nejvíce času na ISS strávil Gennadij Padalka – celkem 386 dní, 13 hodin a 58 minut při dvou letech (Expedice 9 roku 2004 a Expedice 19/20 roku 2009).

## Návštěvní posádky
Kromě dlouhodobých základních posádek pobývají na ISS kosmonauti i krátkodobě, zpravidla po dobu kolem jednoho týdne. Tyto návštěvy jsou dvojího druhu. Jde jednak o posádky návštěvních letů amerických raketoplánů a dále o kosmonauty přilétající v ruských lodích Sojuz.

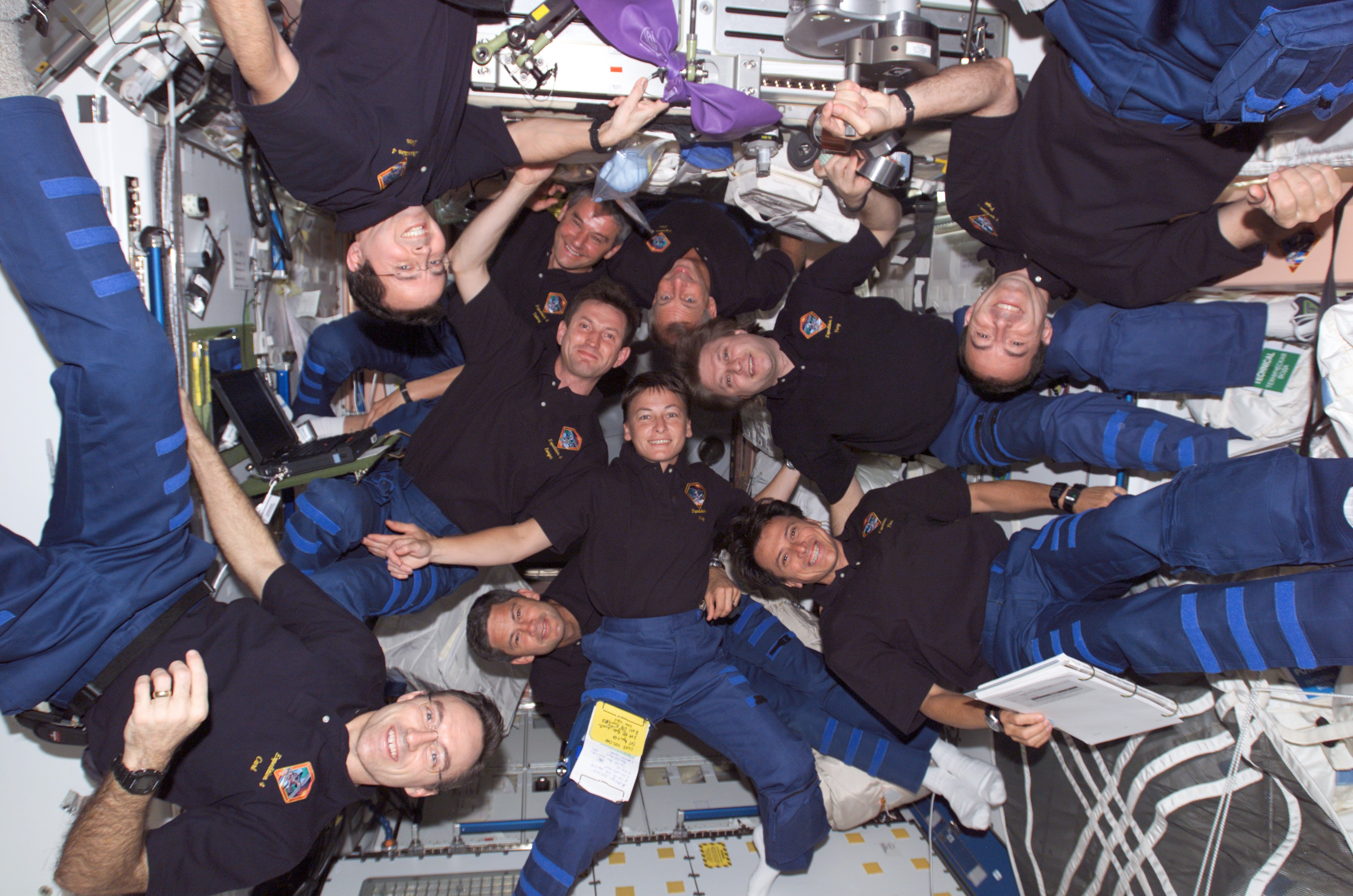
Střídání na ISS. Posádky Expedice 4, STS-111 a Expedice 5, 15. června 2002.

### Návštěvy raketoplánů
Ještě před počátkem stálého osídlení stanice proběhlo pět návštěv raketoplánů Space Shuttle, v průběhu kterých astronauti přivezli modul Unity, první část konstrukce nosníků a zásoby potřebné k trvalému osídlení stanice. První základní posádka přiletěla na stanici 2. listopadu 2000 v Sojuzu, následující základní posádky (Expedice 2 až 6) už přivážely raketoplány. Základní úkol – výstavba a zásobování stanice Shuttlům samozřejmě zůstal. Astronauté v raketoplánech postupně přivezli a ke stanici připojili velkou většinu modulů a celou konstrukci nosníků slunečních baterií a radiátorů termoregulačního systému. Od listopadu 2000 do konce roku 2002 proběhlo jedenáct návštěv. Po havárii Columbie 12. února 2003 byly lety Shuttlů přerušeny až do července 2005. Od obnovení letů proběhlo do června 2010 osmnáct návštěv. Do ukončení provozu raketoplánů koncem roku 2010 zbývají dva lety.

### Návštěvní posádky Sojuzů
Trojmístné Sojuzy slouží na ISS jako záchranné čluny a po půl roce se střídají. Pokud doprava členů základních posádek nevyčerpala kapacitu Sojuzů, byly lodě obsazeny kosmonauty „navíc“, tito kosmonauté, po týdnu se vracející střídanou lodí jsou označováni za „návštěvní expedici“ (экспедиция посещения, zkráceně ЭП-[číslo]). V období 2000–2002 kdy byly základní posádky střídány raketoplány, byly návštěvní expedice tříčlenné. V letech 2003–2009 zbývalo kromě dvou členů základních posádek v Sojuzech pouze jedno místo. Počínaje prosincem 2009 budou Sojuzy plně vytížené dopravou základních posádek a pro návštěvy křeslo nezbude.
Tříčlenné návštěvní posádky byly složeny z ruského velitele, 1–2 platících kosmonautů – z oddílu ESA (3x) nebo vesmírných turistů (2x) a eventuálně dalšího ruského kosmonauta (3x). ISS navštívily čtyři tyto posádky.
Jednočlenné návštěvní posádky, celkem třináct od října 2003 do října 2009, byly, s jednou výjimkou (7. návštěvní posádka – kosmonaut ruských Kosmických vojsk Jurij Šargin), obsazovány platícími zákazníky Roskosmosu. A sice soukromníky (6x), agenturou ESA (3x) nebo jinými národními kosmickými agenturami (brazilskou INPE, malajsijskou ANGKASA a jihokorejskou KARI, pokaždé jeden let).